# کوی بیمه
کوی بیمه محله‌ای در غرب تهران در منطقه ۵ شهرداری تهران واقع است. این محله از شرق به شهرک شهید فکوری از شمال
به شهرک آپادانا از غرب به شهرک اکباتان و از جنوب به بزرگراه شهید لشگری محدود می‌شود.
کوی بیمه ۰٫۶۹ کیلومتر مربع مساحت و ۹۶۰۴ نفر جمعیت دارد.
۳۵°۴۲′۱۰٫۹۷″ شمالی ۵۱°۱۹′۱۱٫۱۲″ شرقی / ۳۵٫۷۰۳۰۴۷۲°شمالی ۵۱٫۳۱۹۷۵۵۶°شرقی

## اماکن عمومی
کوی بیمه دارای یک مسجد، یک کتابخانه عمومی، یک بازار روز، یک خانه سلامت و دو مجتمع ورزشی و یک ایستگاه مترو است. خیابان شهید ریاحی، بیمه یکم (نیکخواه عشقی)، بیمه دوم (آزمون نیا)، بیمه سوم (رستمی)، بیمه چهارم (فلسفی) و بیمه پنجم (عموییان) خیابان‌های اصلی شمالی جنوبی کوی بیمه هستند. خیابان شهید عظیمی خیابان اصلی شرقی غربی کوی بیمه است.

مسجد الله

- مسجد الله در ضلع شمال غربی میدان سالاری (میدان مرکزی کوی بیمه) قرار گرفته‌است و تنها مسجد کوی بیمه است.
- میدان سالاری در تقاطع بیمه دوم و خیابان شهید عظیمی به عبارتی میدان اصلی کوی بیمه محسوب می‌شود.

- کتابخانه عمومی بیمه در خیابان بیمه دوم قرار دارد.

### بوستان‌های کوی بیمه
کوی بیمه دارای دو بوستان به نام‌های بوستان گلایول و بوستان میناست. بوستان گلایول در سال ۱۳۶۹ تأسیس شده‌است و در خیابان عظیمی قرار دارد. مساحت پارک ۹۹٬۷۳۰ متر مربع است. گونه‌های گیاهی چنار، بید، سرو نقره‌ای، نویا، سرو شیرازی، ماگنولیا، برگ بو، یوگا، یاس زرد، اسپیرم، دم موشی، هفت رنگ، نسترن، چمن است. 

بوستان مینا در خیابان بیمه چهارم قرار دارد. 

### ایستگاه مترو
کوی بیمه دارای یک ایستگاه مترو است. ایستگاه متروی کوی بیمه در ابتدای خیابان بیمه دوم می‌باشد که در مسیر خط چهار قرار دارد و یک ایستگاه میان راهی است و از یک طرف به ایستگاه متروی اکباتان، از یک طرف به ایستگاه متروی میدان آزادی و از یک طرف به ایستگاه خط متروی فرودگاه متصل می‌شود که یک ایستگاه در پایانه دوی فرودگاه مهرآباد و یک ایستگاه در پایانه شش فرودگاه مهرآباد دارد. ایستگاه متروی بیمه ساخته شد و به مرحلهٔ بهره‌برداری رسید.شرکت بهره‌برداری راه‌آهن شهری تهران و حومه سایت عصر ایران

## پی‌نوشت
1. ↑  «ناحیه 6». بایگانی‌شده از اصلی در ۸ ژوئیه ۲۰۱۶. دریافت‌شده در ۱۹ ژوئیه ۲۰۱۱.
2. ↑  «متروی تهران:نقشه ها». بایگانی‌شده از اصلی در ۲۰ مارس ۲۰۱۱. دریافت‌شده در ۱۹ ژوئیه ۲۰۱۱.